# ساندر ويسترفيلد
ساندر ويسترفيلد (بالهولندية: Sander Westerveld) (23 أكتوبر 1974 في أنسخديه في هولندا – )؛ هو لاعب كرة قدم كان يلعب كحارس مرمى.

## وصلات خارجية
- ساندر ويسترفيلد على موقع الاتحاد الدولي (مؤرشف)  (الإنجليزية)
- ساندر ويسترفيلد على موقع الاتحاد الأوربي (الإنجليزية)
- ساندر ويسترفيلد على موقع قاعدة بيانات كرة القدم.إي يو (الإنجليزية)
- ساندر ويسترفيلد على موقع ناشيونال فوتبول تيمز (الإنجليزية)
- ساندر ويسترفيلد على موقع Soccerbase.com (لاعب) (الإنجليزية)
- ساندر ويسترفيلد على موقع Soccerway.com (الإنجليزية)
- ساندر ويسترفيلد على موقع عالم كرة القدم.نت (الإنجليزية)